# Église du Rédempteur de Bad Homburg
L'église du Rédempteur (Erlöserkirche en allemand) est une église protestante réformée protestante dans la ville  de Bad Homburg en Allemagne.

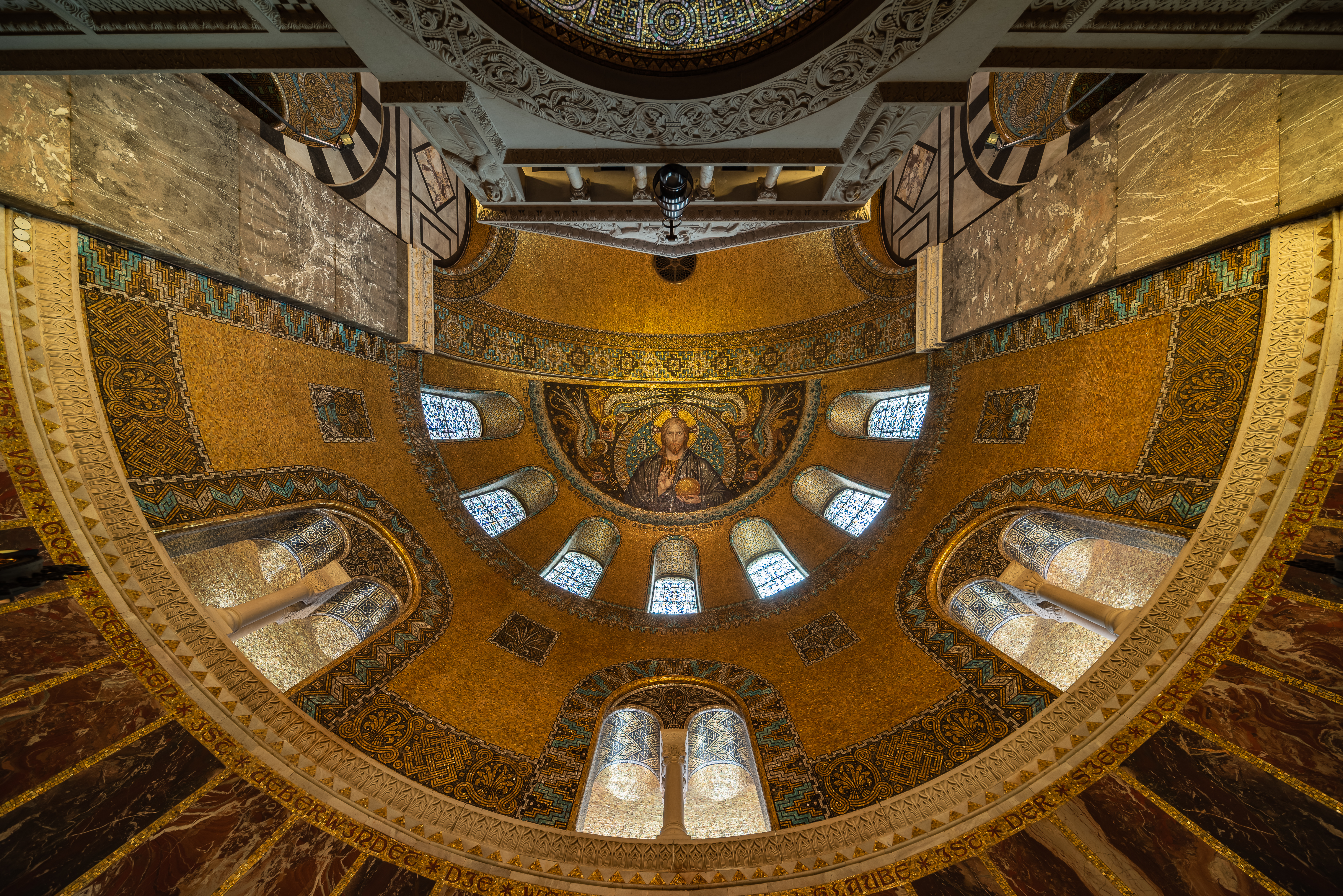
La voûte de l'abside de l'église du Rédempteur.

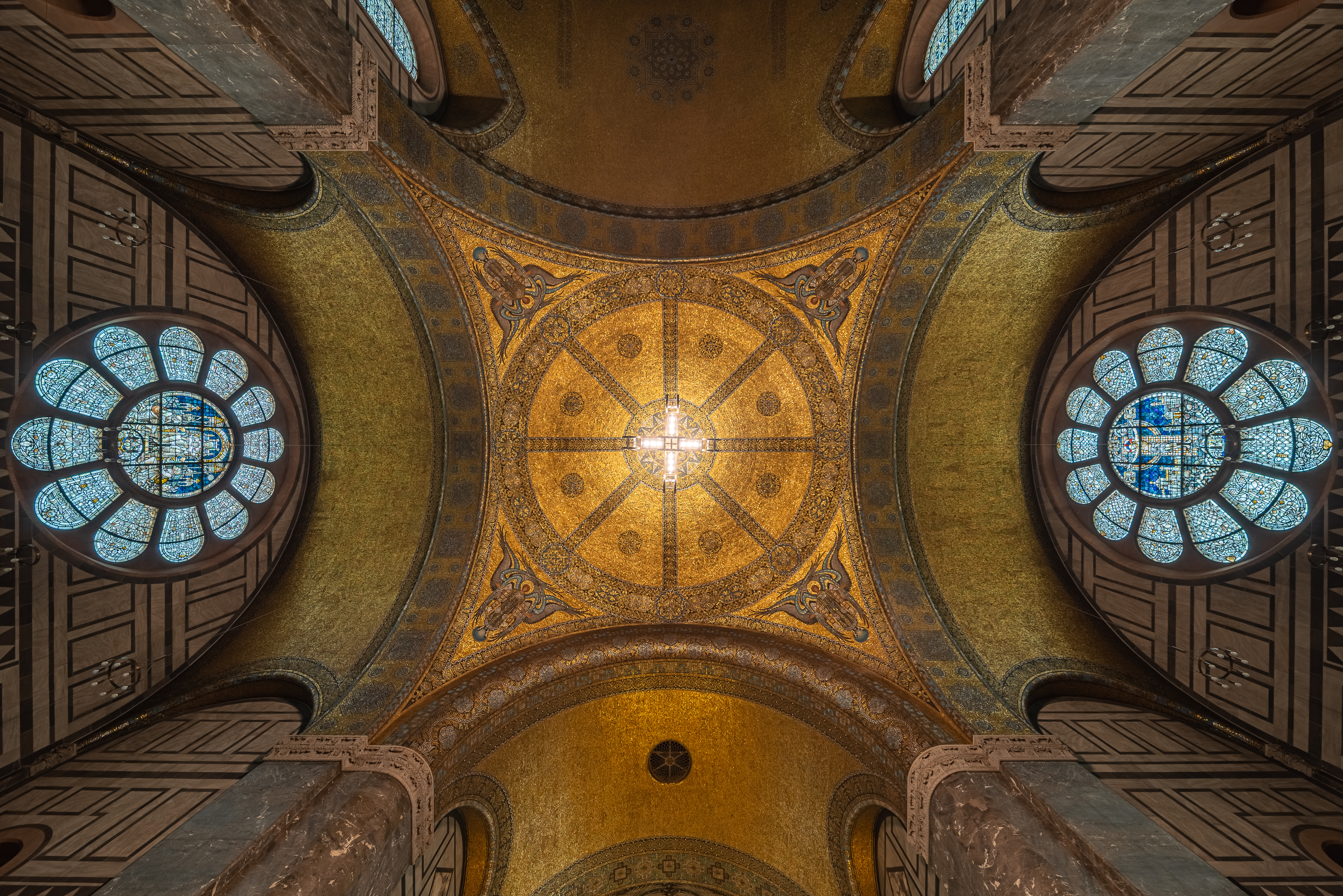
L'intérieur du dôme de l'église du Rédempteur.

Terminé en 1908, le bâtiment est d'aspect néoroman, tandis que son intérieur est d'un néo-style byzantin, avec des décorations murales riches en marbre et des mosaïques dorées couvrant le plafond en dôme, donnant à l'église le surnom de « Bad Homburg Hagia Sophia » (en référence à la Sainte-Sophie de Constantinople).

## Histoire
Sa construction a été supervisée pour la conception par Guillaume II, empereur allemand, qui avait alors fait de Bad Homburg sa résidence d'été, le projet ayant été confié à l'architecte Max Spitta, repris après sa mort par Franz Schwechten. L'empereur y venait souvent au culte, assis dans sa loge impériale avec une entrée privée.